# Saint-Vivien-de-Médoc

Saint-Vivien-de-Médoc este o comună în departamentul Gironde din sud-vestul Franței. În 2009 avea o populație de 1.595 de locuitori.

## Evoluția populației
| An        | 1975  | 1982  | 1990  | 1999  | 2006  | 2009  |
| --------- | ----- | ----- | ----- | ----- | ----- | ----- |
| Populație | 1.096 | 1.161 | 1.282 | 1.365 | 1.480 | 1.595 |